# Erica maximiliani
Erica maximiliani là một loài thực vật có hoa trong họ Thạch nam. Loài này được L.Guthrie & Bolus ex Schltr. mô tả khoa học đầu tiên năm 1899.